# Sphinx (1776)
Pour les autres navires du même nom, voir Sphinx.
Ne doit pas être confondu avec Sphinx (1755).
Le Sphinx est un vaisseau à deux ponts portant 64 canons, construit à Brest sur les plans de Ollivier Fils et lancé en 1776. Il relève un navire construit en 1755 et qui vient d'être mis à la casse. Ses dimensions et son armement sont les mêmes que son prédécesseur. Il participe à la guerre d'indépendance des États-Unis, tout particulièrement aux combats de l'escadre de Suffren dans l'océan Indien.

## Caractéristiques générales

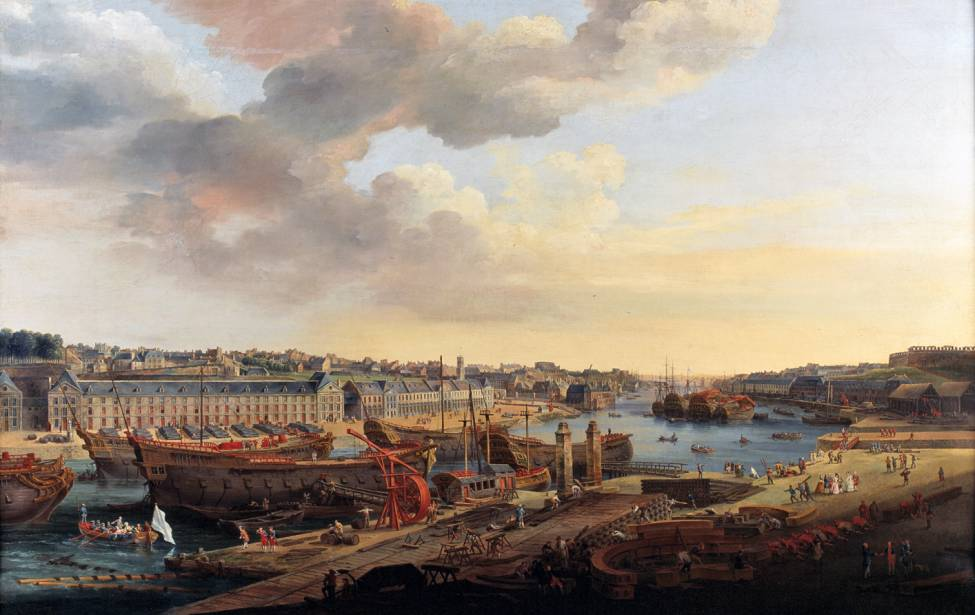
L'arsenal de Brest à l'époque où le Sphinx y est construit.

Le Sphinx est un bâtiment moyennement artillé mis sur cale selon les normes définies dans les années 1730-1740 par les constructeurs français pour obtenir un bon rapport coût/manœuvrabilité/armement afin de pouvoir tenir tête à la marine anglaise qui disposait de beaucoup plus de navires. Il fait partie de la catégorie de vaisseaux dite de « 64 canons » dont le premier exemplaire est lancé en 1735 et qui est suivi par plusieurs dizaines d’autres jusqu’à la fin des années 1770, époque où ils sont définitivement surclassés par les « 74 canons. »
Comme pour tous les vaisseaux de guerre français de l’époque, sa coque est en chêne, son gréement en pin, ses voiles et cordages en chanvre. Il est moins puissant que les vaisseaux de 74 canons car outre qu'il emporte moins d'artillerie, celle-ci est aussi pour partie de plus faible calibre, soit :
- 26 canons de 24 livres dans sa première batterie ;
- 28 canons de 12 livres dans sa seconde batterie ;
- 10 canons de 6 livres sur ses gaillards[3].

Cette artillerie correspond à l’armement habituel des 64 canons. Elle est en fer, chaque canon disposant d'une réserve d’à peu près 50 à 60 boulets, sans compter les boulets ramés et les grappes de mitraille.
Pour nourrir les centaines d’hommes qui composent son équipage, c’est aussi un gros transporteur qui doit, selon les normes du temps, avoir pour deux à trois mois d'autonomie en eau douce et cinq à six mois pour la nourriture. C'est ainsi qu'il embarque des dizaines de tonnes d’eau, de vin, d’huile, de vinaigre, de farine, de biscuit, de fromage, de viande et de poisson salé, de fruits et de légumes secs, de condiments, et même du bétail sur pied destiné à être abattu au fur et à mesure de la campagne.

## Histoire

### Guerre d'Amérique et campagne d'Inde (1775 - 1783)
Le Sphinx est engagé dans la 1re bataille d’Ouessant, sous les ordres du comte de Soulanges, le 27 juillet 1778. L'armée navale du roi de France est commandée par le lieutenant général Louis Guillouet d'Orvilliers. La flotte britannique est sous les ordres du vice admiral Augustus Keppel. Le Sphinx fait partie de l’escadre bleue, arrière-garde commandée par Louis-Philippe d'Orléans, duc de Chartres.
En 1780, il intègre la grande escadre de Guichen qui part combattre aux Antilles. Le 17 avril 1780, toujours sous les ordres du comte de Soulanges, il prend part au combat de la Dominique, au large de la Martinique dans les Indes occidentales, qui oppose une nouvelle fois la Royal Navy la Marine royale française. À l'issue de cette campagne, il rentre en France avec le reste de l'escadre.

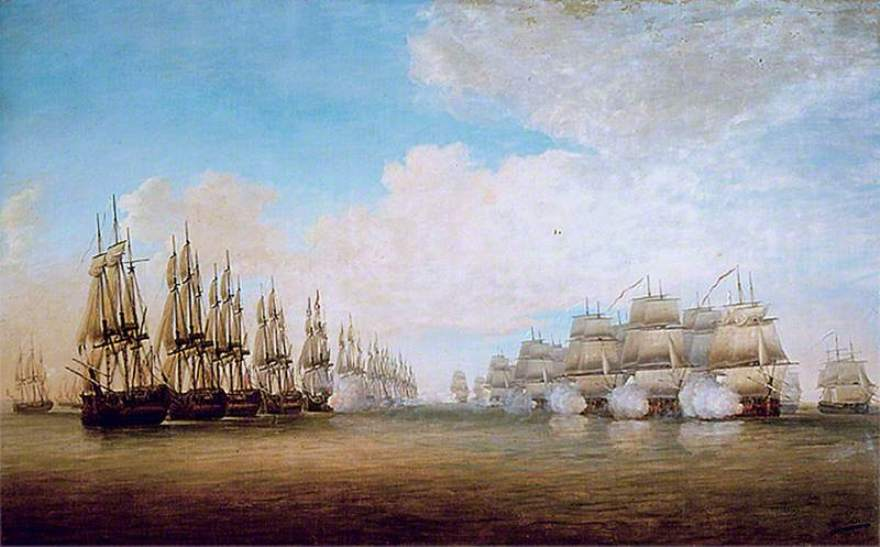
La bataille de Sadras en 1782, toile de Dominique Serres (1722-1793).

En 1781, commandé par le vicomte du Chilleau de la Roche qui restera à sa tête pendant toute la campagne, il est intégré à la petite force du bailli de Suffren (5 vaisseaux, 1 frégate, 1 corvette) qui part combattre les Anglais dans l'océan Indien. Le 16 avril, il est présent à la bataille de Porto Praya (archipel du Cap-Vert) où les Français attaquent par surprise une flotte anglaise supérieure en nombre. À l'issue de ce combat, il prend en remorque l'Annibal, qui a été gravement endommagé. Il stationne ensuite plusieurs semaines au cap de Bonne-Espérance pour y débarquer des renforts avant de passer vers l'île de France où l'escadre arrive le 21 octobre.

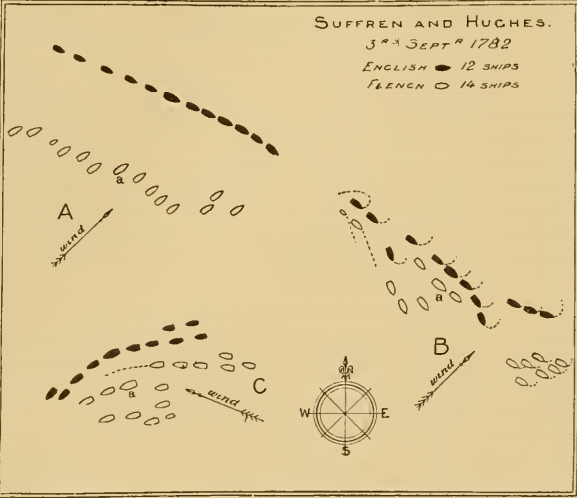
Bataille de Trinquemalay, 3 septembre 1782.

Entre 1782 et le 20 juin 1783, le Sphinx est engagé dans les 5 combats menés par Suffren dans le golfe du Bengale et au large de Ceylan. Le 17 février 1782, à la bataille de Sadras, près de Madras, il est fortement endommagé en protégeant les transports français. Il participe ensuite aux batailles de Provédien le 12 avril, de Négapatam le 6 juillet, où il est durement touché et son capitaine blessé. Lors de cette campagne, il s’empare du vaisseau de transport de troupes Raikes le 6 juin 1782, du sloop Drake (en) le 9 juin suivant et du Resolution le lendemain. À la bataille de Trinquemalay, le 3 septembre 1782, il secourt et prend en remorque le vaisseau-amiral, le Héros, où Suffren, mal soutenu par le reste de l'escadre, se trouve sous le feu de plusieurs vaisseaux anglais. À Gondelour, dernière bataille de la campagne, le 20 juin 1783, il affronte successivement les vaisseaux anglais Isis (en) puis Defence sans résultat décisif : les deux flottes se séparent à la nuit. Le 27 juin 1783, une frégate anglaise vient annoncer que la paix est en train d'être négociée en Europe, ce qui met fin aux opérations.

### Fin de carrière
Rentré en France en 1784, il est remis à neuf et stationne ensuite dans l'escadre de Rochefort. Sans être très ancien (il a à peine 10 ans d'âge), il est malgré tout déclassé, car la guerre d'Amérique a montré que ce type de navire n'est plus assez puissant et le ministère veut harmoniser les constructions au profit des 74 canons qui sont arrivés à maturité avec les plans Borda et Sané. En 1793, lorsque la guerre reprend avec l'Angleterre, le Sphinx est reclassé en batterie flottante portant 12 canons de 36 livres, 4 obusiers de 16, 6 pierriers et 2 mortiers. Il disparait des listes de la marine en 1802.